# غوروديش (مقاطعة بينزا)
غوروديش، بانزا أوبلاست (بالروسية: Городец) هي إحدى مدن روسيا في الكيان الفدرالي الروسي نيزني نوفغورود أوبلاست.